# Бас-Тер (острів)
16°09′00″ пн. ш. 61°40′00″ зх. д. / 16.15° пн. ш. 61.666666666667° зх. д.
Бас-Тер — західний і більший з двох головних островів французького заморського департаменту Гваделупа в Карибському морі. Головний східний острів називається Гранд-Тер. На острові розташована столиця Гваделупи, яку також називають Бас-Тер.
Цей острів має вулканічне походження, кажуть, що вулканічному комплексу Гранд-Декуверт-Суфрієр (GDS) на Бас-Терре 200 000 років. Комплекс із площею Суфріер висотою 1467 метрів досі вважається діючим. Навколо цього вулканічного комплексу сірчані випари, що виділяються, створили безлісу зону, яка є унікальною на густому лісистому острові.